# 9K35 Strela-10
9K35 Strela-10 (tiếng Nga: 9К35 «Стрела-10»; tiếng Anh: arrow - mũi tên) là một hệ thống tên lửa đất đối không tầm thấp điều khiển bằng hồng ngoại/quang học, có độ cơ động cao. "9K35" là tên định danh GRAU của hệ thống; tên ký hiệu NATO là SA-13 "Gopher".

## Phát triển
9K35 là loại tên lửa kế tiếp của 9K31 Strela-1 (SA-9 "Gaskin") và cũng có thể sử dụng các tên lửa Strela-1 thay thế cho 9M37.
Việc phát triển hệ thống 9K37 Strela-10SV bắt đầu ngày 24 tháng 7 năm 1969. Quyết định phát triển một loại vũ khí không hoạt động trong mọi điều kiện thời tiết được đưa ra dù đã có việc phát triển đồng thời loại hệ thống súng/tên lửa mọi thời tiết 9K22 "Tunguska" chủ yếu vì lý do kinh tế. Nó cũng được coi là có ưu thế nhờ thời gian phản ứng nhanh và không bị ảnh hưởng bởi việc làm nhiễu tần số điện tử.
Thay vì được lắp trên một xe thiết giáp lội nước hạng nhẹ BRDM như SA-9, SA-13 được lắp trên một loại xe có khả năng cơ động cao hơn, MT-LB chuyển đổi, với nhiều khoảng trống hơn cho thiết bị và tên lửa dự trữ. Việc dự trù cho khả năng lội nước đã được tính đến trên một số biến thể dưới dạng phao nhồi polyurethane.
Hệ thống Strela-10SV và các tên lửa 9M37 của nó đã được thử nghiệm tại Donguzkom trong khoảng thời gian từ năm 1973 tới năm 1974, nhưng các kết quả đáng thất vọng: hệ thống bị phát hiện kém hiệm quả về khả năng tiêu diệt mục tiêu, độ tin cậy của phương tiện, cùng nhiều vấn đề khác. Việc chấp nhận đưa vào sử dụng vì thế bị hoãn tới tận ngày 16 tháng 5 năm 1976, tới thời điểm đó một số cải tiến đã được tích hợp vào hệ thống.
Việc phát triển hệ thống tiếp tục trong nhiều năm qua việc đưa ra các biến thể Strela-10M, -10M2 và -10M3 cùng nhiều cải tiến khác gồm liên lạc radio, dự phòng cho việc tích hợp tốt hơn với hệ thống dữ liệu ảnh phòng không Liên Xô. Tương tự các tên lửa (9M37M và 9M333) đã được phát triển, và vào tháng 9 năm 2007 biến thể 9K35M3-K Kolchan, được lắp trên một xe bánh xích BTR-60, đã được triển lãm lần đầu tiên tại Triển lãm Hàng không Moscow MAKS 2007.

## Miêu tả

### Các hệ thống và phương tiện liên kết
9K35 là một hệ thống SAM dẫn đường quang điện. Nó có khả năng sử dụng các radar để bắt và phân loại mục tiêu. Một số phương tiện có một súng máy PKT 7.62 mm lắp phía trước cửa vào để tự vệ. Những phương tiện khác đã được thấy với những ray hỗ trợ cho hệ thống ở phía nóc sau. Dưới đây là một danh sách các thiết bị liên kết: 
- 9A34M2, 9A34M3-K: phương tiện phóng với radar chỉ phân loại mục tiêu 9S86 "SNAP SHOT" được lắp giữa hai cặp hộp chứa tên lửa trên phương tiện mang phóng và radar (TELAR) (tầm hoạt động tối đa của radar là 45 tới 10 km).
- 9A35M2, 9A35M3-K: phương tiện phóng với hệ thống phát hiện radar thụ động 9S16 (NATO "Flat Box-B") có khả năng quét 360° phương vị và tối thiểu 40° cao độ.
- Thiết bị giả lập đào tạo 9F624 và 9F624M
- Đài kiểm soát 9S482M7.
- 9U111: một thiết bị máy phát 1,950 kg lắp phía trên, được thiết kế để cung cấp điện cho tới bốn phương tiện phóng 9A35M2, 9A35M3-K hay 9A34M2, 9A34M3-K ở khoảng cách lên tới 30 m qua dây dẫn trong khi thực hiện bảo dưỡng hay đào tạo,
- 9V839M: phương tiện kiểm tra hệ thống
- 9V915M, 9V915M-1: phương tiện bảo dưỡng kỹ thuật
- MT-LBU "DOG EAR" radar tìm kiếm mục tiêu băng F/G (tầm hoạt động tối đa 80 km/50 dặm)

### Tên lửa
Hệ thống Strela-10 ban đầu được thiết kế để sử dụng tên lửa 9M37 làm vũ khí chính, nhưng hệ thống phóng của nó được thiết kế để cũng tương thích với loại tên lửa 9M31M của hệ thống trước đó là 9K31 Strela-1 (SA-9 "Gaskin").
Mỗi tên lửa 9M37 dài 2.2 m (7.2 ft), nặng 40 kg (88 pounds) và mang một đầu đạn nặng 3.5 kg (7-15 pound). Tốc độ tối đa của tên lửa gần Mach 2, phạm vi chiến đấu từ 500...800 tới 5000 m (0.3–3 dặm) và độ cao chiến đấu trong khoảng 10 và 3500 m (33-11,500 ft). (Các phạm vi xác định vùng ngăn chặn mục tiêu, các khoảng cách phóng tối thiểu và tối đa dài hơn để tiếp cận và ngắn hơn để bám ngược mục tiêu, phụ thuộc vào tốc độ, cao độ và hướng bay của mục tiêu.)
Bốn tên lửa được lắp trong các hộp trên tháp xe, sẵn sàng phóng, và tám tên lửa khác bên trong phương tiện để tái nạp. Việc tái nạp mất khoảng 3 phút.
9M37 được thay thế nhanh với một 9M37M hơi cải tiến (cải tiến chính là hệ thống lái tự động hiệu quả hơn cho việc kiểm soát đường bay tên lửa), và sau này một cải tiến quan trọng hơn là 9M333, được giới thiệu:
- đầu đạn nặng hơn với thiết kế tay đòn mở cải tiến
- đầu nổ tiếp cận mới với laser 8 tia để cải thiện khả năng kích hoạt ở điều kiện gần trúng đích với những mục tiêu rất nhỏ như tên lửa hành trình hay máy bay không người lái
- hệ thống dẫn đường ba kênh có khả năng chống biện pháp phản công tốt hơn
- động cơ cải tiến cung cấp tính năng hoạt động tương đương dù có hơi tăng về chiều dài và trọng lượng tên lửa.

Tất cả các tên lửa —9M31M, 9M37, 9M37M và 9M333— đều được trang bị các đầu dẫn quang sử dụng dẫn đường lưới tương phản ảnh và/hay hồng ngoại. Về các đầu dẫn đa kênh của các tên lửa 9M37 và 9M333 là mơ hồ theo cách sử dụng nhiều kênh đó, và không rõ liệu tất cả các kênh có thể được sử dụng đồng thời để gia tăng khả năng chống IRCCM, hay nếu một sự lựa chọn kênh này hay kênh khác là cần thiết trước khi phóng. 9M333 được cho là có độ kháng lại các biện pháp phòng thủ đặc biệt tốt nhờ đầu dẫn ba kênh của nó, trong khi kênh tương phản ảnh của 9M37/9M37M được miêu tả như phương pháp dự phòng cho kênh hồng ngoại.
Tất cả các biến thể chính —Strela-10SV, Strela-10M, Strela-10M2 và Strela-10M3— có thể sử dụng mọi kiểu tên lửa đã nói ở trên.
Các đặc điểm chính của tên lửa được liệt kê ở bảng dưới, dựa trên con số nguồn, trừ khi được ghi chú khác. Vì các mục đích so sánh dữ liệu cho giá trị phương tây gần nhất, loại hơi lớn hơn và nặng hơn MIM-72 Chaparral, cũng được liệt kê.
| Tên lửa                                              | 9M31M                                                       | 9M37                                                                                         | 9M37M                                                                                        | 9M333                                            | MIM-72A                                                        | MIM-72G                                                                                  |
| ---------------------------------------------------- | ----------------------------------------------------------- | -------------------------------------------------------------------------------------------- | -------------------------------------------------------------------------------------------- | ------------------------------------------------ | -------------------------------------------------------------- | ---------------------------------------------------------------------------------------- |
| năm giới thiệu                                       | 1971                                                        | 1976                                                                                         | 1981                                                                                         | 1989                                             | 1967                                                           | 1982/1990(*)                                                                             |
| đường kính [mm]                                      | 120                                                         | 120                                                                                          | 120                                                                                          | 120                                              | 127                                                            | 127                                                                                      |
| chiều dài [mm]                                       | 1803                                                        | 2190                                                                                         | 2190                                                                                         | 2 230                                            | 2900                                                           | 2900                                                                                     |
| trọng lượng [kg]                                     | 32                                                          | 40                                                                                           | 40                                                                                           | 42                                               | 86                                                             | 86                                                                                       |
| đầu đạn (HE) [kg]                                    | 2.6                                                         | 3                                                                                            | 3                                                                                            | 5                                                | 11                                                             | 12.6                                                                                     |
| đầu nổ                                               | va chạm và tiếp cận                                         | tiếp cận + va chạm                                                                           | tiếp cận + va chạm                                                                           | laser 8-tia tiếp cận + va chạm                   | va chạm + radar tiếp cận                                       | va chạm + radar tiếp cận doppler hướng                                                   |
| đầu dò                                               | tương phản ảnh điều chỉnh AM (dò yếu tố PbS không làm lạnh) | Hai kênh: 1) tương phản ảnh điều chỉnh AM (làm lạnh PbS), 2) Điều chỉnh FM không làm lạnh IR | Hai kênh: 1) tương phản ảnh điều chỉnh AM (làm lạnh PbS), 2) điều chỉnh FM không làm lạnh IR | Ba kênh: 1) tương phản ảnh, 2) IR, 3) Kênh IRCCM | IR làm lạnh của AIM-9D (giới hạn/no khả năng dò bán cầu trước) | hai kênh: 1) IR làm lạnh mọi khía cạnh, 2) UV (bán cầu trước / dẫn đường tầm xa + IRCCM) |
| Phạm vi tiêu diệt tối thiểu [km]                     | 0.8                                                         | 0.8                                                                                          | 0.8                                                                                          | 0.8                                              | ?                                                              | ?                                                                                        |
| Phạm vi tiêu diệt tối đa [km]                        | 4.2                                                         | 5.0                                                                                          | 5.0                                                                                          | 5.0                                              | 6..9 (sources vary)                                            | 6..9 (sources vary)                                                                      |
| Cao độ đánh chặn tối thiểu [m]                       | 30                                                          | 25                                                                                           | 25                                                                                           | 10                                               | 15                                                             | 15                                                                                       |
| Cao độ đánh chặn tối đa [m]                          | 3000..3500                                                  | 3500                                                                                         | 3500                                                                                         | 3500                                             | 3000                                                           | 3000                                                                                     |
| tốc độ [m/s]                                         | 420                                                         | 517                                                                                          | 517                                                                                          | 517                                              | Mach 1.5                                                       | Mach 1.5                                                                                 |
| tốc độ tối đa mục tieu [m/s]: tiếp cận / ngược hướng | ?                                                           | 415/310                                                                                      | 415/310                                                                                      | 415/310                                          | ?                                                              | ?                                                                                        |

(*) Hợp đồng sản xuất MIM-72G bằng cách trang bị thêm những yếu tố mới đã được ký cuối năm 1982, với mọi tên lửa hoạt động trong quân đội Mỹ được nâng cấp vào cuối thập kỷ 1980. Việc sản xuất mới các tên lửa MIM-72G bắt đầu năm 1990.
Bởi kênh tương phản ảnh cung cấp khả năng tham chiến trực tiếp hiệu quả hơn, tầm bắn chống lại mục tiêu tiếp cận có thể dài hơn rất nhiều so với các tầm bắn tối đa ở trên, tương tự tầm bắn tối đa có thể giảm rất nhiều so với tầm tiêu diệt mục tiêu tối đa với một mục tiêu ngược hướng. Định nghĩa tầm hoạt động và trần hiệu quả cho MIM-72 không rõ ràng và các con số vì thế không thể so sánh trực tiếp với nhau.

## Sử dụng chiến đấu

### Chiến dịch Bão táp Sa mạc
Iraq có nhiều hệ thống Strela-10 hoạt động vào đầu chiến dịch giải phóng Kuwait khỏi sự chiếm đóng của Iraq năm 1991, hầu hết nếu không phải tất cả chúng đều được tổ chức như một bộ phận của các hệ thống phòng không chiến trường của các sư đoàn Vệ binh Cộng hòa.
Trong chiến dịch, tổng số 27 máy bay liên quân được cho là đã bị các tên lửa đất đối không dẫn đường hồng ngoại của Iraq bắn trúng, dẫn tới thiệt hại tổng số 14 máy bay. Một số máy bay thiệt hại bị bắn rơi tại chỗ, trong khi những chiếc khác, như chiếc OA-10A 77-0197, đã cố gắng quay trở lại được căn cứ và chỉ mất lúc đâm khi hạ cánh. Những chiếc khác vẫn hạ cánh an toàn nhưng vì vậy đã bị gạch khỏi con số thiệt hại tổng.
Ít nhất hai thiệt hại được cho là bởi Strela-10 bắn trúng: ngày 15 tháng 2 một chiếc A-10A Warthog 78-0722 thuộc 353rd TFS/354th TFW bị bắn trúng bởi một tên lửa đất đối không được cho là Strela-10 khoảng 60 dặm phía bắc thành phố Kuwait trong khi đang tấn công các mục tiêu của Vệ binh Cộng hòa. Phi công Trung úy James Sweet nhảy dù và bị bắt làm tù binh chiến tranh. Trong khi cố gắng bảo vệ Sweet trên mặt đất, phi công yểm trợ Steven Phyllis lái chiếc A-10A 79-0130 cũng bị bắn bởi một tên lửa được cho là Strela-10. Phyllis thiệt mạng trong vụ việc.

### Kosovo
Một, có thể là hai chiếc A-10A Thunderbolt II được cho là đã bị bắn trúng bởi các tên lửa đất đối không Strela-10 của Serbia. Cả hai máy bay đều hạ cánh an toàn và đã được sửa chữa và quay lại phục vụ.

## Nhà khai thác

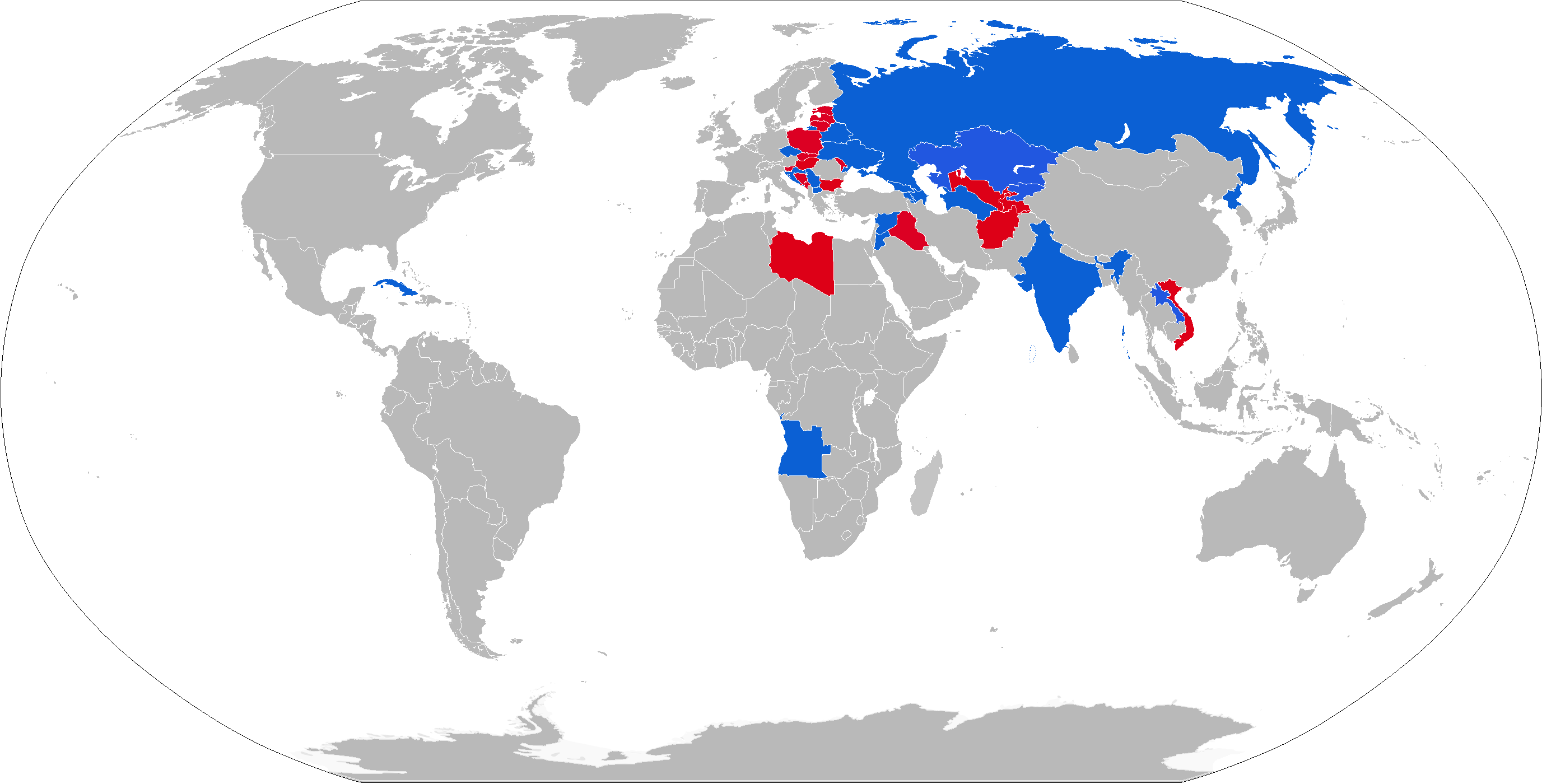
Bản đồ nhà vận hành hệ thống phòng không Strela-10

### Hiện tại
- Afghanistan - Một số SA-13 Gopher, tính đến năm 2010.[11]
- Angola[12]
- Armenia -  72
- Azerbaijan -
- Belarus - 350 SA-8, SA-11, SA-12 và SA-13.[13]
- Bulgaria - 20
- Bosnia và Herzegovina - 1 9K35M3 tính đến năm 2018[14]
- Séc - Số lượng nhất định 9Q35 tính đến năm 2018[15][16]
- Croatia - 10 (phiên bản nâng cấp của Croatia)
- Cuba - 42-200 9Q35 tính đến năm 2018.[17]
- Gruzia -  Số lượng nhất định là 9K35M, tính đến năm 2018.[18]
- Hungary -
- Ấn Độ[19] - 250 9Q35 tính đến năm 2018.[20]
- Iran - 650
- Jordan - 92 9Q35 tính đến năm 2018.[21]
- Libya - Số lượng nhất định 9K35 tính đến năm 2012.[22]
- Yemen - Số lượng nhất định 9K35 tính đến năm 2012.[23]
- Bắc Macedonia - 21 cơ cấu phóng,  8 9Q35 tính đến năm 2018.[24]
- Mông Cổ -
- CHDCND Triều Tiên - Số lượng nhất định 9K35[25][26]SAM 9K35M "Strela-10M" trong buổi huấn luyện của đơn vị phòng không thuộc Tập đoàn quân hợp thành 36 tại bãi tập Telemba ở Buryatia. Ngày 3 tháng 4 năm 2017.
- Nga - hơn 30 "Strela-10MN"[27], 50 "Strela-1" và "Strela-10"[28] tính đến năm 2016. 400 9K35M3 tính đến năm 2018.[29] Đang sản xuất tên lửa 9M333 (2021).[30][31][32] 100 Strela-10MN trong năm 2012-2020.[33][34][35]
- Serbia - 18 (nâng cấp)[36]
- Syria - 35[37]
- Slovakia - 48 9Q35 tính đến năm 2018.[38]
- Turkmenistan - 2+ đơn vị tính đến năm 2016[39]
- Kazakhstan - 50 9Q35 tính đến năm 2018.[40]
- Việt Nam - 20 tổ hợp do Liên Xô viện trợ năm 1985-1986. Tự nâng cấp trong nước năm 2015 và đến nay.
- Ukraina - 150 [41][42]
- Lào: Đi vào hoạt động tháng 1 năm 2019.[43]
- Cộng hòa Nhân dân Donetsk -  Số lượng nhất định 9K35 tính đến năm 2018.[44]
- Cộng hòa Nhân dân Lugansk -  Số lượng nhất định 9Q35 tính đến năm 2018.[44]
- Nam Ossetia -  Số lượng nhất định 9K35 tính đến năm 2007.[45]
- Abkhazia -  Số lượng nhất định 9K35 tính đến năm 2007.

### Đã từng sử dụng
- Tiệp Khắc
- Iraq
- Ba Lan
- Slovakia
- Liên Xô
- Nam Tư[46]